# オウェイン・イオマン
オウェイン・イオマン（Owain Yeoman、1978年7月2日 - ）は、ウェールズ出身の俳優。CBSで放送したドラマ『メンタリスト』のウェイン・リグスビー役で知られる。

## 出演作品
- SAS: 反逆のブラックスワン

- ザ・ボーイ 〜残虐人形遊戯〜 Brahms: The Boy II (2020) - ショーン役
- メンタリスト シーズン1～6 レギュラー、シーズン7 ゲスト出演（ウェイン・リグスビー）
- ターミネーター サラ・コナー・クロニクルズ シーズン1（クロマティ／ケスター（T-888型））
- ジェネレーション・キル　兵士たちのイラク戦争
- キッチン・コンフィデンシャル
- トロイ
- エクスタントシーズン1 ゲスト出演（メーソン博士）
- エレメンタリー（Ｅlementary）シーズン5 空を盗んだ男 （ジュリアス・ケント）
- サラリーマン・バトル・ロワイアル（テリー・ウィンターズ）
- ボッシュ: 受け継がれるもの　シーズン3 エピソード10